# Времен
Времен (њем. Wremen) општина је у њемачкој савезној држави Доња Саксонија. Једно је од 57 општинских средишта округа Куксхафен. Према процјени из 2010. у општини је живјело 1.991 становника. Посједује регионалну шифру (AGS) 3352057.

## Географски и демографски подаци
Времен се налази у савезној држави Доња Саксонија у округу Куксхафен. Општина се налази на надморској висини од 2 метра. Површина општине износи 25,2 km². У самом мјесту је, према процјени из 2010. године, живјео 1.991 становник. Просјечна густина становништва износи 79 становника/km².